# Англо-мисорски ратови
Англо-мајсорски ратови, названи по индијској држави Мајсор која их је водила у другој половини 18. века против британске колонијалне експанзије у јужној Индији.

## Увод
Непријатељски односи између мајсорског владара Хајдар Алија и његових суседа хајдарабадског низама и племена Марате, пружали су погодне услове Британцима за експанзију у јужној Индији. Са друге стране, Французи, поражени у Карнатским ратовима, подстицали су мржњу домородаца према Британцима у нади да ће повратити изгубљене позиције.

## Први мајсорски рат
Први Мајсорски рат (април 1767 - април 1769) изазван је нападом Низама од Хајдарабада на Мајсор. Ангажујући се у том рату, Британци су поражени и принуђени да прихвате Хајдарове услове: обавезу да му пруже војну помоћ у случају било чијег напада на Мајсор, чиме је Хајдар хтео да спречи Британце да наведу суседе на рад против његове државе.

## Други мајсорски рат
Десет година касније, Мајсор се користи англо-маратским сукобом па Хајдар у споразуму са Маратима и низамом упада на територију у поседу Мадраса чиме почиње други Мајсорски рат (јул 1780 - март 1784). Напуштена од савезника и поражена 1781, војска Мајсора добија помоћ од француских војних и копнених снага. Када је 1782. године умро Хајдар, рат је наставио његов син Типу Султан који је у борбама 1783. године заробио британског команданта, а наредне године закључио повољан мир.

## Трећи мајсорски рат
Дипломатске акције против безбедности Мајсора довеле су до Трећег Мајсорског рата (децембар 1789 - март 1792). Иако бројно слабији, Типу је два пута довео Британце у критичну ситуацију, пресецајући им путеве снабдевања. Пошто је преузео команду над британским трупама, генерал Чарлс Корнволис, уз помоћ бомбајских трупа, тукао је Типу Султана код мајсорске престонице Серингапатама 1791. године. Тим поразом је Типуу наметнут мир којим је Мајсор изгубио скоро половину својих територија и био принуђен да плати ратну одштету.

## Четврти мајсорски рат
Не мирећи се са поразом и тешким условима мира, Типу се припремао за нови рат. Уз огромне напоре учврстио је и реорганизовао војску и предузео мере да уз помоћ Француза спречи продор британских трупа у Мајсор. Да би елиминисали Французе као савезнике Мајсора у Индији, Британци почињу 1799. године четврти Мајсорски рат нападом на Серингапатам. Типу је погинуо у одбрани престонице, који су Британци освојили 4. маја. Тиме је била решена судбина јужног дела Индије. Од тада је Мајсор вазална држава у саставу Британске империје.